# Westward Ho!
Koordinaten: 51° 2′ N, 4° 15′ W

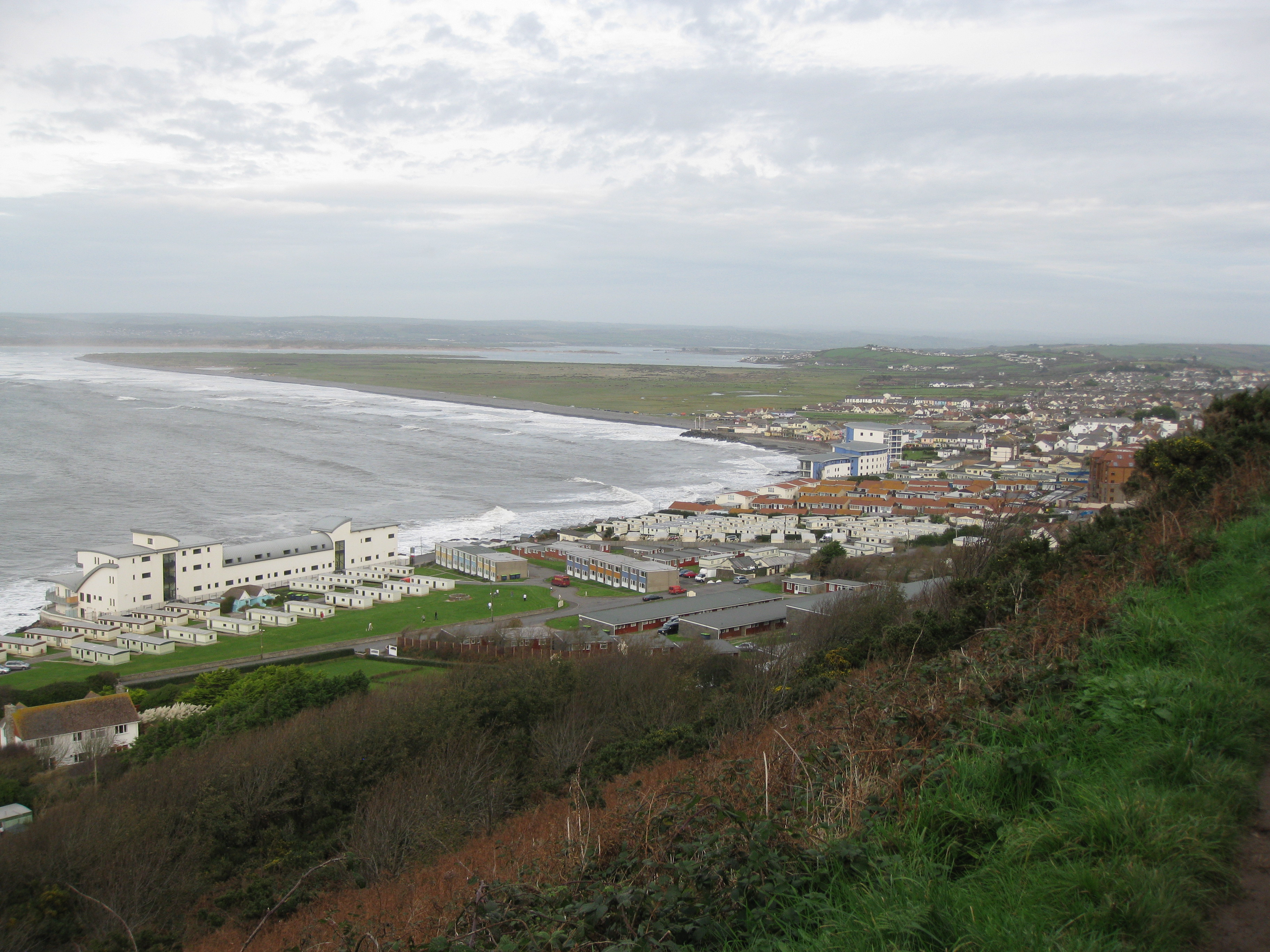
Westward Ho!

Westward Ho! ist ein Badeort an der Nordküste der Grafschaft Devon in Südwestengland. Der in der Nähe von Barnstaple und Bideford im Parish Northam gelegene Ort hat etwa 8440 Einwohner.

## Name
Die offizielle und international anerkannte Schreibweise enthält tatsächlich das Ausrufezeichen und entstand nach dem Titel eines 1855 veröffentlichten historischen Romans von Charles Kingsley. Der einzige andere Ortsname, dessen Name ein Ausrufezeichen enthält, ist Saint-Louis-du-Ha! Ha! in Kanada.

## Schienenverkehr
Westward Ho! lag an der Bideford, Westward Ho! and Appledore Railway. Diese Bahnstrecke wurde 1908 fertiggestellt und 1917 wieder eingestellt, nachdem die Lokomotiven für den Einsatz im Ersten Weltkrieg vom Kriegsministerium eingezogen wurden.

## Städtepartnerschaften
- Mondeville, Frankreich
- Helmstedt, Deutschland